# برنارد فورنير
برنارد فورنير (بالفرنسية: Bernard Fournier)‏ هو سياسي فرنسي، ولد في 13 سبتمبر 1946 في سانت إتيان في فرنسا. حزبياً، نشط في الاتحاد من أجل حركة شعبية والتجمع من أجل الجمهورية والجمهوريون.

## مناصب
- انتخب رئيس  (نوفمبر 1996 – 25 أبريل 2014).
- في انتخابات مجلس الشيوخ الفرنسي 2001 [الإنجليزية]‏، انتخب عضو مجلس الشيوخ الفرنسي عن دائرة لوار وقد انضم خلال فترته النيابية (19 نوفمبر 1997 – )  للكتلة البرلمانية .
- انتخب عضو المجلس العام  [لغات أخرى]‏ لوار عن دائرة Canton of Saint-Bonnet-le-Château [الإنجليزية]‏ (1985 – 2011).
- انتخب رئيس بلدية [الإنجليزية]‏ Saint-Nizier-de-Fornas [الإنجليزية]‏ (1 مارس 1989 – 1 مارس 2001).